# 1794 في الولايات المتحدة
فيما يلي قوائم الأحداث التي وقعت خلال عام 1794 في الولايات المتحدة.

## أحداث
- 20 أغسطس – معركة الأخشاب الساقطة

## سياسة

### تعيين في المنصب
- 2 يناير – إدموند راندولف وزير الخارجية الأمريكي.
- 27 يناير – وليام برادفورد نائب عام الولايات المتحدة.

### انتهاء فترة المنصب
- 26 يناير – إدموند راندولف نائب عام الولايات المتحدة.
- 28 فبراير – ألبرت غالاتين عضو مجلس الشيوخ الأمريكي.
- 29 مارس – جيمس مونرو عضو مجلس الشيوخ الأمريكي.
- 5 يونيو – جوزايا بارتليت حاكم نيو هامبشاير [الإنجليزية]‏.
- 15 سبتمبر – أبراهام كلارك عضو مجلس النواب الأمريكي.
- 1 ديسمبر – هنري لي الثالث حاكم فرجينيا [الإنجليزية]‏.
- 31 ديسمبر – هنري نوكس وزير حرب الولايات المتحدة.

## كتب
من الكتب التي صدرت هذه السنة في الولايات المتحدة:
- 1 يناير – عصر العقل من تأليف توماس بين.

## مواليد

### يناير
- 1 يناير – جورج كاتلين فنان أمريكي.
- 13 يناير – أندرو ر غوفان سياسي أمريكي.

### فبراير
- 22 فبراير – جوزيف دنكان سياسي أمريكي.
- 25 فبراير – جون جي ماكدويل سياسي أمريكي.

### مارس
- 1 مارس – ويليام جينكس وارث ضابط من الولايات المتحدة الأمريكية.
- 31 مارس – توماس ماكين طومسون ماكينان سياسي أمريكي.

### أبريل
- 1 أبريل – جون ريا بارتون جراح من الولايات المتحدة الأمريكية.
- 10 أبريل – إدوارد روبنسون
- 10 أبريل – جون روبنسون مكراكين سياسي أمريكي.
- 10 أبريل – ماثيو كالبرايث بيري ضابط من الولايات المتحدة الأمريكية.
- 11 أبريل – إدوارد إيفرت سياسي أمريكي.

### مايو
- 27 مايو – كورنليوس فاندربلت رائد أعمال من الولايات المتحدة الأمريكية.

### يوليو
- 29 يوليو – توماس كوروين سياسي أمريكي.
- 30 يوليو – روبرت ألن سياسي أمريكي.

### أغسطس
- 10 أغسطس – جاكسون مورتون سياسي أمريكي.
- 30 أغسطس – ستيفن كيرني سياسي أمريكي.

### أكتوبر
- 23 أكتوبر – أوليفر سميث سياسي أمريكي.
- 31 أكتوبر – جون جيه رون سياسي أمريكي.

### نوفمبر
- 3 نوفمبر – ويليام كولين برايانت

### ديسمبر
- 25 ديسمبر – جوزيف درابر سياسي أمريكي.
- 30 ديسمبر – جون إدواردز هولبروك

## وفيات

### يونيو
- 19 يونيو – ريتشارد هنري لي (مواليد 1733) سياسي أمريكي.

### سبتمبر
- 15 سبتمبر – أبراهام كلارك (مواليد 1726) سياسي أمريكي.